# Antiblemma ochrozonea
Antiblemma ochrozonea là một loài bướm đêm trong họ Erebidae.